# باكستان في الألعاب الأولمبية الصيفية 2016
نافست باكستان في دورة الألعاب الأولمبية الصيفية 2016 في ريو دي جانيرو، البرازيل، من 05-21 أغسطس 2016.
وهذه هي المرة الأولى التي يفشل فيها فريق الهوكي الباكستاني في التأهل لدورة الألعاب الاولمبية. فريق الهوكي الباكستاني لم يكن موجودا في دورة الألعاب الاولمبية 1980 في موسكو بسبب الحرب السوفياتية في أفغانستان.